# Enzo Fernández (labdarúgó, 1995)
Enzo Alan Zidane Fernández ([ˈɛntso aˈlɑ̃ zidan ferˈnandeθ], ismertebb neve: Enzo (Bordeaux, 1995. március 24. –) francia születésű, de spanyol és algériai állampolgársággal is rendelkező labdarúgó.

## Pályafutása

### Klubcsapatokban
1999-ben a Juventus FC akadémiájának volt a tagja, de miután édesapja átköltözött 2001-ben Madridba, Enzo is a spanyol fővárosba igazolt. Ezek után a kisebb madridi csapatokban szerepelt, majd 2004-ben a Real Madrid akadémiájára került, ahol 2014-ig állandó tag volt.
2011. szeptember 6-án José Mourinho meghívta a felnőtt keret edzésére. 2014. november 16-án debütált a 2–1-es győzelemmel végződő, Conquense elleni spanyol harmadosztályú bajnoki mérkőzés második félidejében, a 88. percében lépett pályára a Real Madrid Castilla színeiben. 2015. augusztus 22-én megszerezte első gólját a CD Ebro elleni bajnoki mérkőzésen. Még ebben a hónapban a csapat menedzsere, Zinédine Zidane csapatkapitánnyá tette fiát. Enzo három felkészülési mérkőzésen már viselte a Castilla csapatkapitányi karszalagját. 
2016 februárjában már Zinédine Zidane a felnőtt csapat menedzsere volt és az Atlético Madrid elleni edzésre, meghívta Enzót. November 30-án a Cultural Leonesa elleni kupamérkőzés visszavágóján a szünetben Isco helyére becserélte Enzót, aki ezen a meccsen mutatkozott be a Real Madrid felnőttcsapatában tétmérkőzésen, és 18 percre volt csak szüksége, hogy első lövéséből gólt szerezzen.
2017 júniusában aláírt a Deportivo Alavés csapatához. Augusztus 26-án debütált a La Ligában, csereként beállva az FC Barcelona ellen 0–2-es bajnokin.
2018 januárjától a svájci Lausanne-Sport játékosa.
Enzo 2018 nyarán is klubot váltott,a Segunda Divisonbe frissen feljutó Rayo Majadahonda játékosa lett. 2019. július 15-én a portugál Aves csapatához szerződött. 2020. január 31-én ingyen szerződött az UD Almería csapatához. 2021. június 9-én a francia Rodez csapatába szerződött. 2024 szeptemberében bejelentette visszavonulását.

### A válogatottban
Enzo jogosult a francia labdarúgó-válogatottban és a spanyol labdarúgó-válogatottban is játszani, miután 2006-ban megkapta a spanyol állampolgárságot. Apai nagyszülei révén az algériai labdarúgó-válogatottban is szerepelhet. Édesapja 2010-ben kijelentette, hogy ő nem szól bele fia választásába, hogy melyik nemzeti válogatottat választja.
2009-ben pályára lépett a spanyol U15-ös labdarúgó-válogatottban. 2014. február 24-én meghívót kapott a francia U19-es labdarúgó-válogatottba, de pályára nem lépett.

## Statisztika
2018. május 6-án lett frissítve.
| Klub             | Szezon           | Bajnokság       | Bajnokság | Kupa            | Kupa  | Nemzetközi      | Nemzetközi | Egyéb           | Egyéb | Összesen        | Összesen |
| Klub             | Szezon           | Pályára lépések | Gólok     | Pályára lépések | Gólok | Pályára lépések | Gólok      | Pályára lépések | Gólok | Pályára lépések | Gólok    |
| ---------------- | ---------------- | --------------- | --------- | --------------- | ----- | --------------- | ---------- | --------------- | ----- | --------------- | -------- |
| Real Madrid B    | 2014–2015        | 8               | 0         | —               | —     | —               | —          | —               | —     | 8               | 0        |
| Real Madrid B    | 2015–2016        | 38              | 2         | —               | —     | —               | —          | —               | —     | 38              | 2        |
| Real Madrid B    | 2016–2017        | 15              | 3         | —               | —     | —               | —          | —               | —     | 15              | 3        |
| Real Madrid B    | Összesen         | 61              | 5         | —               | —     | —               | —          | —               | —     | 61              | 5        |
| Real Madrid      | 2016–2017        | 0               | 0         | 1               | 1     | 0               | 0          | 0               | 0     | 1               | 1        |
| Alavés           | 2017–2018        | 2               | 0         | 2               | 0     | —               | —          | —               | —     | 4               | 0        |
| Lausanne-Sport   | 2017–2018        | 14              | 2         | 0               | 0     | —               | —          | —               | —     | 14              | 2        |
| Karrier összesen | Karrier összesen | 78              | 8         | 3               | 1     | 0               | 0          | 0               | 0     | 81              | 9        |

## Sikerei, díjai
- Real Madrid Castilla
  - Segunda División B: 2015–16

## Család
Édesapja, az aranylabdás Zinédine Zidane és édesanyja Veronique Fernandez. Anyja leánykori nevét a Fernándezt választotta Enzo, mint profi játékos neve. Enzo Francescoliról nevezték el. Három testvére van,Elyaz Zidane és Theo Zidane a Real Madrid akadémiájának tagjai,Luca pedig a felnőttcsapatot erősíti.